# Повій, вітре, на Вкраїну

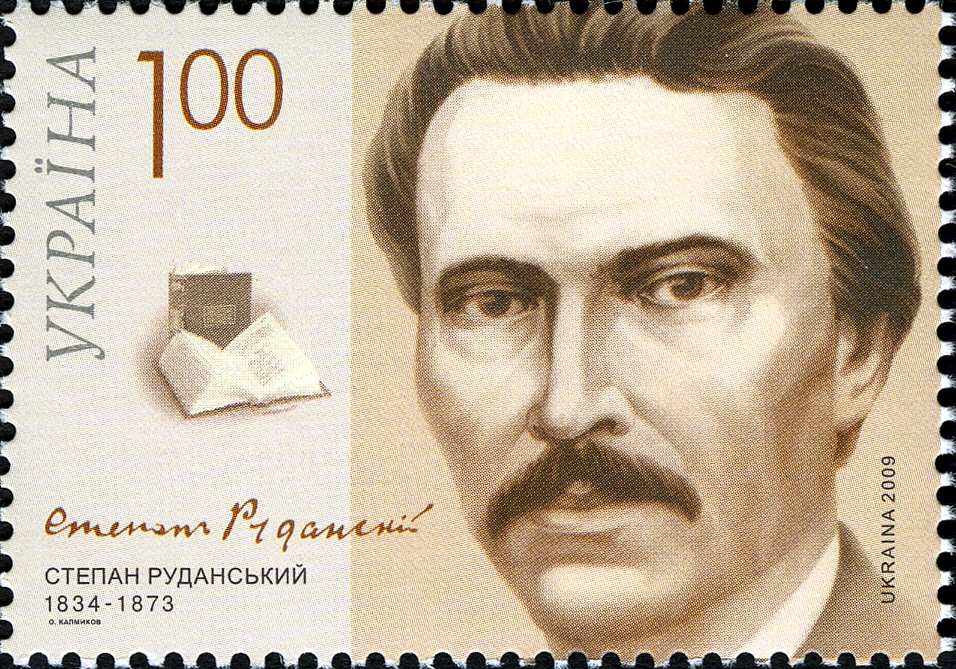
Степан Руданский на почтовой марке Украины. 2009

«Повій, вітре, на Вкраїну» («Повей, ветер, на Украину») — известная песня (романс) на слова украинского поэта Степана Руданского (1834—1873).
Впервые опубликована 24 июля (5 августа) 1856 года в Санкт-Петербурге и была посвящена Марии Княгницкой, в которую во время учёбы в Каменец-Подольской духовной семинарии был влюблён автор, и с которой вынужден был расстаться, уезжая в Петербург продолжать обучение.
Стихотворение С. Руданского впервые напечатано в журнале «Основа» № 1 за 1861 г. под редакцией В. Белозерского. Перепечатка песни в календаре «Львовянин» на 1862 г. способствовала широкой популярности произведения.
Мелодию к песне создала композитор Людмила Александрова — дочь Владимира Александрова (1825—1894), врача по образованию, собирателя фольклора, писателя. Песню для голоса и фортепиано аранжировал Владислав Заремба (1833—1902), она была включена в оперетту Владимира Александрова «За Немань иду» (1872; дополнена и доработана М. Старицким), впервые поставленную на сцене в 1872 г. (собственно, это была пьеса, в которой широко использованы народные песни). Как народная песня вошла в книгу «Народные песни русинов» (Львов, 1876). Песня также вошла в сборник, который сочинил и в 1887 г. издал в Харькове В. Александров — «Народний пісенник з найкращих українських пісень, які тепер найчастіше співаються, з нотами особно».
Вариант песни включён в «Збірничок українських пісень з нотами» (Одесса, 1895), скомпонованный А. Хведоровичем-Журбой. Польская поэтесса Янина Гурская, которая жила в Каменце-Подольском, в 1903 г. издала в Варшаве сборник поэзии, в который включила свой перевод на польский язык стихотворения «Повій, вітре, на Вкраїну». Стихотворение также было переведено на венгерский, французский, английский, итальянский языки. Датский писатель Тор Ланге (1851—1915) в 1900 г. переделал песню, введя в произведение собственные ностальгические мотивы, и под названием «Лети с вестями в родной край» включил в сборник «Народные песни и куплеты» (Копенгаген, 1902). При этом фамилию С. Руданского Тор Ланге не указал, поэтому датский читатель воспринял песню как народную. Песня входила в репертуар народного артиста СССР певца Ивана Козловского (1900—1993).